# Yeb
Yeb, tillsammans med Nug kallad De tvenne hädelserna (engelska: The Twin Blasphemies), är en fiktiv gudalik varelse i Cthulhu-mytologin.
Yeb förknippas ofta med Nug i mytologin. Han är avkomma till Shub-Niggurath och Hastur (eller möjligtvis Yog-Sothoth) och bror till Hziulquoigmnzhah och Ghisguth. Yeb är ledare av den utomjordiska sekten som dyrkar guden Abhoth.